# Et år for evigt
Et år for evigt er en dansk dokumentarfilm fra 2020 instrueret af Pauline Merrildgaard.

## Handling
I en rutsjebane af store og små øjeblikke inviteres seerne helt ind i drengelivets magiske univers i et afgørende år på efterskole. På Kastanievej Efterskole i København er Isak, Oskar og Sylvester for første gang et år væk hjemmefra. Fyldt med energi og nysgerrighed, frygt og forvirring, forsøger de at navigere i alt fra den første kærlighed, og hvem de ønsker at være, til hvad der mon ville ske, hvis man smurte tigerbalsam under øjnene. Følsomheden og teenageårenes store sus er opmærksomt fanget i en film fra indersiden af et drengeunivers, og følelsen af at være ung i København lige nu.

## Medvirkende
- Oskar Diermayr
- Isak Enghoff Friis
- Sylvester Bjørn Villads Petersen